# Ginásio Oranides Borges do Nascimento
O Ginásio Oranides Borges do Nascimento, é um ginásio localizado no bairro Cidade Jardim, na Zona Sul de Uberlândia, no Triângulo Mineiro. É utilizado para competições como futebol de salão e voleibol do Praia Clube Uberlândia, com capacidade total para 3000 pessoas.

## Histórico
Em 2017 serviu de palco para as disputas da primeira fase do Campeonato Sul-Americano de Clubes de Voleibol Feminino de 2017, especificamente no Grupo A, cuja classificação foi disputada pelo anfitrião Dentil/Praia Clube, pelo representante da argentina  C.A. Villa Dora e representante da Bolívia Club Olympic; também abrigou as disputas da fase final da competição